# なるかみ長屋
『なるかみ長屋』（なるかみながや）は、島津蓮による日本の女性向け漫画作品。江戸時代を舞台とし、田舎を出て祖父の暮らす"なるかみ長屋"へやってきた12歳の少女木の葉と彼女を取り巻く周囲の日常を描く。家の光協会が発行する子ども向け雑誌『ちゃぐりん』で3年間連載され、密林社から単行本が出版されている。全3巻。

## 内容
祖母を亡くし気力を失った祖父の生活を助けるため、12歳の少女木の葉は田舎の母から祖父の暮らすなるかみ長屋へ送られる。木の葉は祖父の心を癒しながら、長屋の住民たちと打ち解けていく。
基本的に現実離れした物語ではないが、年に一度は竜宮城や産土神といったファンタジー的なエピソードも掲載された。なお、『ちゃぐりん』は子ども向け雑誌であるが、本作は家族が読むことも考慮して全年齢対象が意識されており、大人目線のエピソードも存在する。

## 主な登場人物

### 木の葉の家族
木の葉
主人公。12歳の少女であり、家事を一通り覚えたため祖父の手伝いになるかみ長屋へ引っ越す。手習いは修了し、三味線と浄瑠璃の稽古を受けているが、祖父や燕からは音痴と評されている。弟と妹の他に、母親の病の影響で死産となったもう一人の兄弟がいる。第3巻で一州に恋心を抱いていることを自覚する。また、戯作を創作する趣味があり、最終話では羽墨による戯作者の募集を受けて筆を執る。
藤次
木の葉の祖父にして長屋の大家。50歳前後。妻を亡くしたことで気が滅入ってしまい、脚を負傷したという知らせを受けた娘から孫娘木の葉が送られ、共に過ごすことになる。妻が亡くなって木の葉が訪れるまでは手を引いていたが、菊を育ており、品評会にも長年出品している。
花圃
木の葉の母。病を患っていたが回復し、饒舌になって長屋に顔を覗かせる。幼少期には長屋で暮らしていた。

### 鳥飼家
一州
長屋に暮らす下級武士の息子。13歳。手習所では優秀な成績を収めているものの、周囲からは「ちょっと抜けてる」と評されている。木の葉曰く「田舎にはいなかった感じ」であり、彼女から興味を抱かれる。
家計は苦しく、新しい竹刀の購入に苦労しているほか、食費が底をつく様子も見られる。また、裕福な武家の息子である大門と丞からいじめを受けている。突き飛ばされて足を捻挫した際には玄庵による治療を受け、それ以来彼の手伝いをしている。
一州の父
江戸幕府の勘定所に勤務していたが、上層部の横領を暴いた結果解雇され浪人となった。極貧家庭となった後は傘を作って生計を立てていたが、長屋の子どもと関わるうちに学問を教える能力に長けていることが分かり、ちょうど寺子屋の師範が急病を患ったこともあって授業を引き受けることになる。
一州の母
釣り目が特徴的。家計の管理は彼女が担当しており、最後の食費で買った貝を地面に落とした空き巣を叩きのめす、寺子屋代理で収益が発生すると分かってすぐに話に乗るなど、金が絡むと強い行動力を示す。長屋の住人たちには夫を怒鳴る姿が見られ、その印象が定着している。

### その他の長屋の住人
羽墨
長屋に暮らす長髪の男性。愛称は「はーさん」。22歳から24歳。昼は占い師として生計を立て、夜は夜多野羽墨というペンネームで戯作を執筆している。
巽
長屋に暮らす短髪の男性。18歳。火消。実家は呉服屋で、八人兄弟の末っ子として生まれて火消の統領に預けられて育った過去を持つ。
佐吉
長屋に暮らす髷を結った男性。小梅の夫であり、一人目の子どもの出産の際には小梅に顔を蹴られて前歯を折った。
小梅
物語開始時点で二児の母で、第1巻で長女さくらを出産し三児の母となる。残る二人の息子は長男ふう太と次男ゆう助。男性が多いなるかみ長屋では数少ない女性で、木の葉の相談相手になっている。26歳。
当初はもっと年輩の設定であったが、後に若い設定に変更された。
宗桂
小間物問屋の朝日屋のご隠居。藤次からは大旦那と呼ばれ茶を飲む仲。高齢であることを利用して木の葉たちに雪かきや荷物持ちを任せている。
玄庵
一州の向かいに住む男性。元武士であり、現在は罪滅ぼしとして医者をはじめ何でも屋を営んでいる。

### 長屋外部の登場人物
燕
小間物問屋の朝日屋の娘。長屋には少ない年の近い少女として、店を訪れた木の葉と親しくなる。女性であるため店には出ないよう指示されているがそれを無視し、女性目線で運営する店を創ることを夢見ている。琴が得意で、料理は自覚がないものの不得意。
勘兵衛
藤次の元植木職人仲間。藤次がいなくなった菊の品評会では優勝を独り占めしていた。
波穂
木の葉の通う三味線教室の生徒。許嫁がいる。
野鹿大門
一州をいじめていた武士の息子。一州が脚を捻挫した一件を巡って丞と対立して疎遠になり、その後は鈴村との関係が深くなる。
鈴村響
野鹿家に圧力をかけられている与力の鈴村家の息子で、同心。20歳。厠に転落したところを玄庵に救われ、それ以来彼に師事している。大門と丞の仲間割れにも関与した。剣の達人である。
作者の島津にとっては初めて描くタイプのキャラクターであり、一州と大門に関わる人物として構想していたところ玄庵とも繋がったという。

## 製作
木の葉と羽墨と巽は、元々1999年頃に構想されていた別の作品の登場人物であった。両親から虐待を受けて家を飛び出した木の葉が羽墨と出会い、彼の世話をしながら二人で怪事件を解決するという内容であったが、この作品はお蔵入りとなった。その後、彼らの設定は『なるかみ長屋』に引き継がれることになる。作者の島津蓮は『ちゃぐりん』からは人情ものを依頼されていたが、忍者ものと聞き間違えてしまい、木の葉をはじめとするキャラクター設定を掘り起こして人情ものに仕上げ直して『なるかみ長屋』の基本設定ができあがった。連載当初は1年で終了すると考えていたという。
劇中に登場するなるかみ桜は福井県越前市正覚寺の桃の木と味真野のサクラ（越前市味真野小学校）がモデルに採用されている。
時代考証はなされているが、登場人物には現代的な価値観を持つ人物が多く、作者は実際の江戸時代とは乖離しているであろうと主張している。

## 展開
2006年5月号から2009年4月号まで『ちゃぐりん』で連載。『ちゃぐりん』連載の漫画作品には単行本化されないものが多いが、本作は2015年5月26日に密林社からAmazon.com向けに単行本が公開され、発売に至った。またマンガ図書館Zでも全3巻が無料公開され、LINEマンガでも全巻が配信されている。